# Umeclidinium bromide
Umeclidinium bromide (tên thương mại Incruse Ellipta) là một chất đối vận muscarinic tác dụng dài được phê duyệt để điều trị duy trì bệnh phổi tắc nghẽn mạn tính (COPD). Nó cũng được chấp thuận cho chỉ định này kết hợp với vilanterol (như umeclidinium bromide/vilanterol).